# Jutaka Tanijama
Jutaka Tanijama (japonsko 谷山 豊 Taniyama Yutaka;, japonski matematik, * 12. november 1927, Kisai pri Tokiu, Japonska, † 17. november 1958, Tokio.
Tanijama je najbolj znan po Tanijama-Šimurovi domnevi, sedaj znani kot izrek o modularnosti.

## Dosežki
Tanijama se je začel zanimati za algebrsko teorijo števil. Raziskoval je avtomorfne značilnosti L-funkcij eliptičnih krivulj v poljubnem obsegu. Delni in izboljšani primer te domneve za eliptične krivulje v množici racionalnih števil se imenuje Tanijama-Šimurova domneva, oziroma izrek o modularnosti, ki ga je izboljšal v sodelovanju z Gorojem Šimuro. Imena Tanijama, Šimura in Weil so povezana s to domnevo, dejansko pa je zamisel Tanijamova.
Leta 1986 je Ribet dokazal, da, če je Tanijama-Šimurova domneva pravilna, bo pravilen tudi Fermatov veliki izrek, kar je vodilo Wilesa, da je na njem več let delal v tajnosti in ustrezno dokazal domnevo, kar je zadostovalo za dokaz Fermatovega velikega izreka. Zahvaljujoč Wilesovemu pionirskemu doprinosu in trudu več matematikov so Tanijamo-Šimurovo domnevo končno dokazali leta 1999. Izvirna Tanijamova domneva za eliptične krivulje v poljubnem obsegu ostaja odprta. Wilesova metoda in metode drugih se za njen dokaz ne dajo razširiti.

## Depresija in smrt
Tanijama je 17. novembra 1958 naredil samomor. Zapustil je pismo v katerem je pojasnil kako daleč je prišel s svojimi poučevalskimi obveznostmi in se opravičeval svojim tovarišem za težave, ki jih jim je povzročil. Njegovo samomorilsko pismo se glasi:
 Do včeraj nisem imel določenega namena ubiti se. Vendar jih moralo več opaziti, da sem zadnje čase bil utruje, tako fizično kot umsko. Glede vzroka mojega samomora ga tudi jaz ne razumem, vendar ni posledica posebnega pripetljaja, ali kakšne posebne zadeve. Lahko rečem le, da sem v stanju uma v katerem sem izgubil zaupanje v svojo prihodnost. Morda bo samomor komu delal težave ali ga do neke mere vznemiril. Iskreno upam, da ta pripetljaj ne bo vrgel temne sence na prihodnost te osebe. Vsekakor ne morem zanikati, da je to vrsta izdaje, vendar mi jo prosim oprostite kot zadnje dejanje mojega lastnega načina, kakor sem delal na svoj način celo svoje življenje.
Čeprav je pismo večinoma skrivnostno, omenja utrujenost in izgubo zaupanja v svojo prihodnost. Tanijamove zamisli so kritizirali kot neutemeljene, njegovo obnašanje pa so občasno obsodili kot čudno. Šimura je omenil, da je bolehal za depresijo. Tanijama je v svojem pismu omenil tudi svojo skrb, da bo kdo zaradi samomora poškodovan, in svoje upanje, da dejanje ne bo vrglo »temne sence na to osebo.«
Približno mesec pozneje je tudi Misako Suzuki, ženska s katero se je mislil poročiti, nardila samomor, ter pustila pismo z vsebino: »Drug drugemu sva si obljubila, da ne glede kamor bova šla, se ne bova nikoli ločila. Sedaj, ko je odšel, mora tudi jaz iti in se mu pridružiti.«
Po Tanijamovi smrti je Šimura izjavil, da:
je bil vedno prijazen do svojih toarišev, še posebej do mlajših, in je res skrbel o njihovi blaginji. Bil je moralna podpora mnogim, ki so prišli v matematični stik z njim, vključno seveda z menoj. Verjetno se nikoli ni zavedal svoje vloge. Vendar čutim njegovo sijajno plemenitost v tem pogledu še močneje kot tedaj, ko je bil še živ. In nihče mu ni mogel pomagati, ko je obupano potreboval podporo. Če se ozrem na to, sem strt z najgrenkejšo žalostjo.
Leta 2011 je v govoru na konferenci TED angleški ekonomist Tim Harford z naslovom »Poskus, napaka in božji kompleks« (Trial, error and the God complex) navedel Tanijamo kot matematika, ki v svojem življenju ni mogel dokazati svoje domneve. Ozirajoč se na Tanijamovo delo je Šimura izjavil:
Kot matematik ni bil zelo previdna oseba. Naredil je veliko napak. Vendar je naredil napake v dobri smeri. Poskušal sem ga oponašati. Vendar sem spoznal, da je zelo težko narediti dobre napake.

## Zunanj povezave
- Stran o Jutaku Tanijamu Univerze svetega Andreja (angleško)